# Coelorachis capensis
Coelorachis capensis är en gräsart som beskrevs av Otto Stapf. Coelorachis capensis ingår i släktet Coelorachis, och familjen gräs. Inga underarter finns listade i Catalogue of Life.